# Alfred Gehrig
Alfred Gehrig (* 4. Juli 1912 in Zürich; † 16. Oktober 1995 in Vésenaz; heimatberechtigt in Ammerswil und Zürich) war ein Schweizer Manager und Politiker (Landesring der Unabhängigen). Er war eine Führungsperson der Migros.
Geboren wurde er als Sohn des Bankangestellten Eduard Gehrig und Pauline, geb. Sturm. Über seine Mutter war er Cousin von Gottlieb Duttweiler und arbeitete später wie auch vier seiner Brüder bei der Migros in Zürich. Er heiratete die Arbeitertochter Emilie Schaub und machte seine Banklehre bei der Schweizerischen Kreditanstalt in Zürich. 1932 wurde er Angestellter der Migros in Zürich. 1945 war er Gründer und Direktor der Genossenschaft Migros Genf, die er bis 1976 leitete. Bereits 1945 öffnete das erste Ladengeschäft unter seiner Regie in der 3, Rue du Port nahe der Rue du Rhône mit zehn Angestellten. In den Jahren 1953 bis 1959 war er Verwaltungsmitglied des Migros-Genossenschafts-Bundes, ab 1965 dessen Vizepräsident und 1973 bis 1984 sein Präsident.
Darüber hinaus stand Alfred Gehrig zahlreichen Teilfirmen der Migros vor (wie den Conserves Estavayer SA (1955–1980), Micarna SA (1958–1984), Seba Aproz SA sowie 1951 der Reederei Zürich AG) und war Delegierter des Verwaltungsrats der Migros Waadt und der Migros Wallis. 1958 setzte er sich für den Kauf der Mineralwasserquelle Aproz ein, beschlossen wurde dies gegen den Willen von Gottlieb Duttweiler.
In der 38. Legislatur vom 4. Dezember 1967 bis zum 28. November 1971 war er für den Wahlkreis Genf Nationalrat im Kanton Genf.
Alfred Gehrig war Mitglied der Neuapostolischen Kirche.